# Parque nacional de Sochi
El parque nacional de Sochi (en ruso: Сочинский национальный парк) está localizado en el oeste del Cáucaso, cerca de la ciudad de Sochi, en el sur de la Federación de Rusia. Es el segundo parque nacional más antiguo de ese país, creado el 5 de mayo de 1983.
El parque protege una área de 1937.37 km² en la zona del Cáucaso occidental en un sitio que es Patrimonio Mundial. El parque ocupa el área de la Gran Sochi, a partir de la frontera con el distrito Tuapsinsky, entre las desembocaduras de los ríos Shepsi y Magri, en el noroeste, hasta la frontera con Abjasia a lo largo del río Psou, en el sureste, y entre el mar Negro hasta la cresta divisoria de aguas del Gran Cáucaso.